# Leptodactylus
Leptodactylus là một chi động vật lưỡng cư trong họ Leptodactylidae, thuộc bộ Anura. Chi này có 84 loài và 8% bị đe dọa hoặc tuyệt chủng.

## Hình ảnh

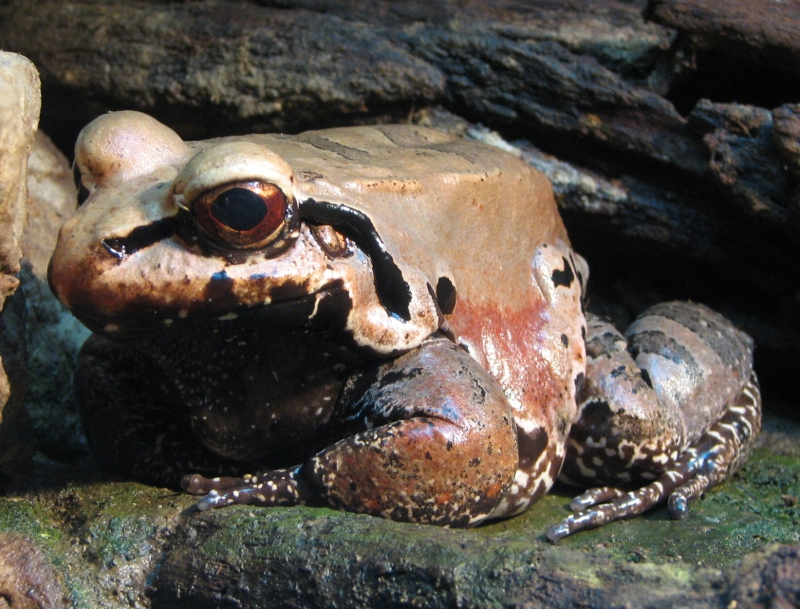
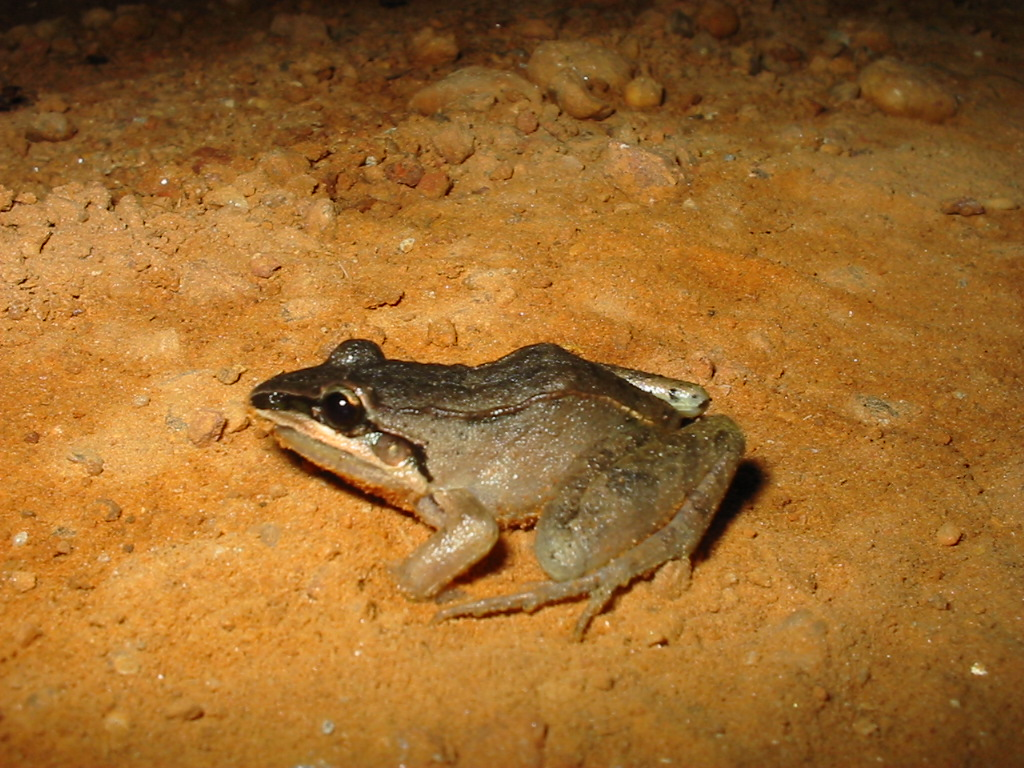
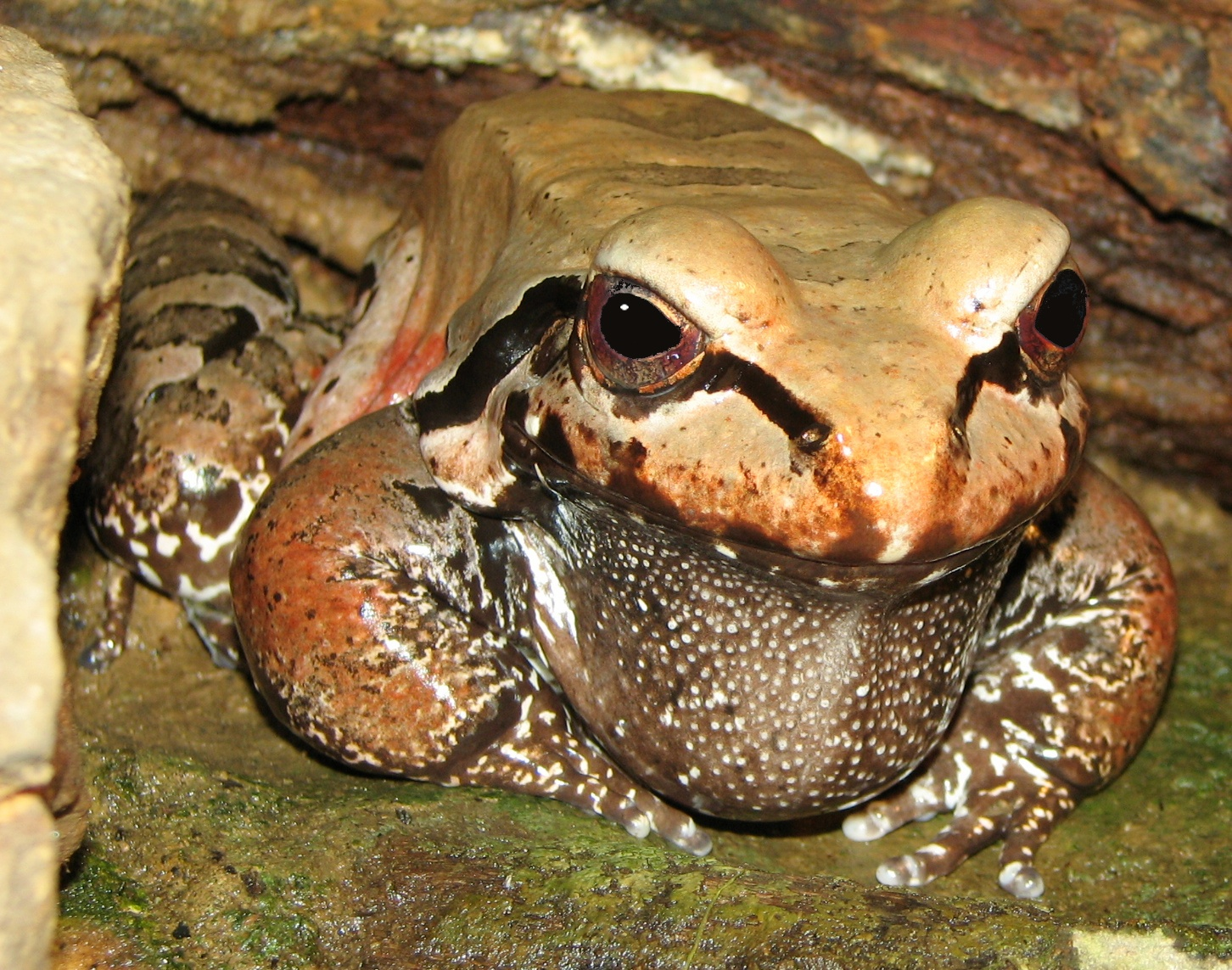
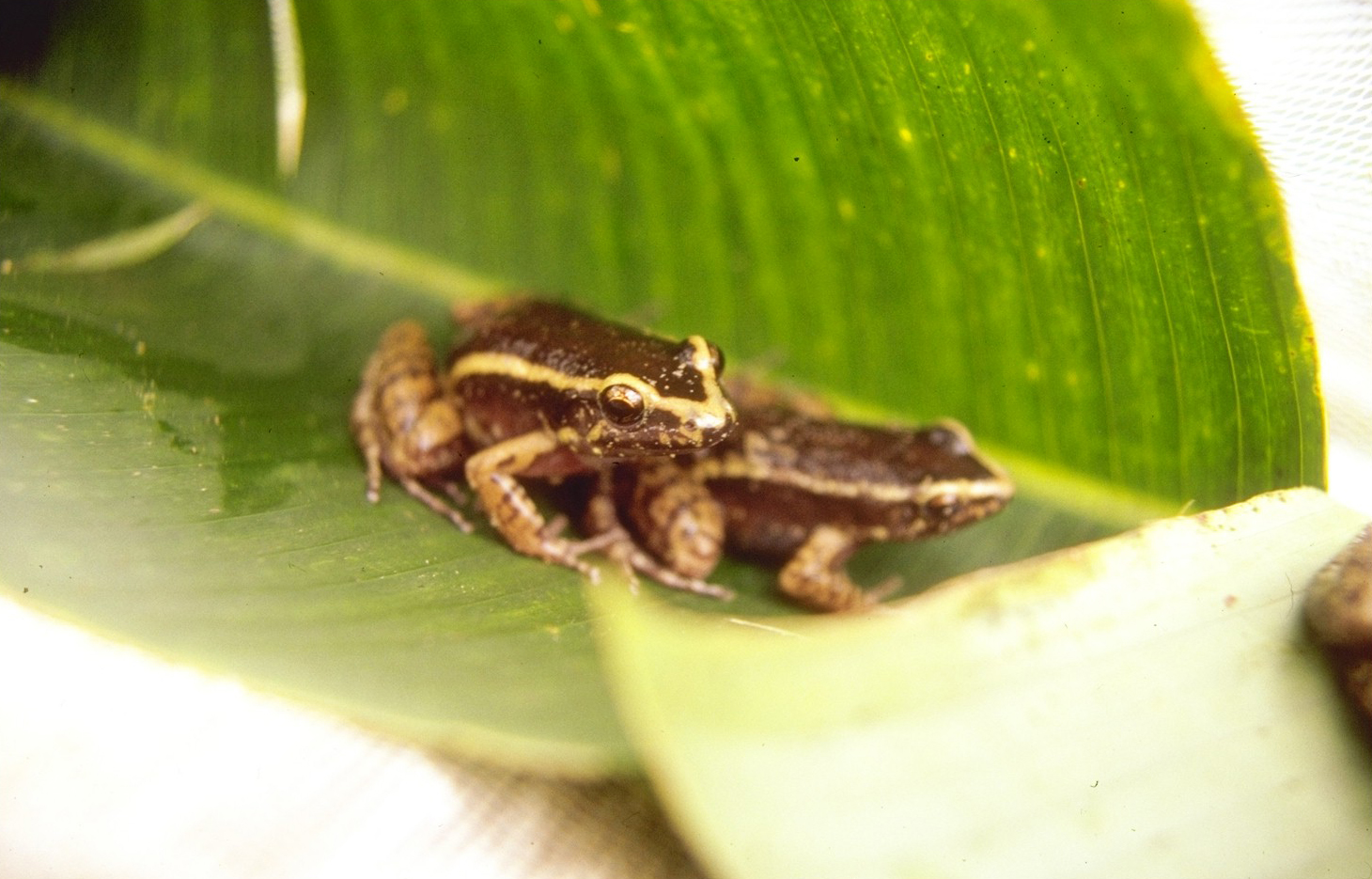